# Cyprus op de Olympische Winterspelen 2018
Cyprus was een van de deelnemende landen aan de Olympische Winterspelen 2018 in Pyeongchang, Zuid-Korea.
Bij de elfde deelname van het land aan de Winterspelen werd voor de elfde keer deelgenomen in de olympische sportdiscipline alpineskiën. Debutant Dinos Lefkaritis, ook de vlaggendrager bij de openingsceremonie, kwam uit op twee onderdelen.

## Deelnemers en resultaten
(m) = mannen 

### Alpineskiën
| Olympiër         | Onderdeel        | Resultaat | Prestatie              |
| ---------------- | ---------------- | --------- | ---------------------- |
| Dinos Lefkaritis | reuzenslalom (m) | DNF       | 1e run: niet gefinisht |
| Dinos Lefkaritis | slalom (m)       | DNF       | 1e run: niet gefinisht |